# ويليام إي. لوري
ويليام إي. لوري (بالإنجليزية: William E. Lori)‏ هو كاهن كاثوليكي أمريكي، ولد في 6 مايو 1951 في لويفيل في الولايات المتحدة.